# São Geraldo do Baixio
São Geraldo do Baixio – miasto i gmina w Brazylii, w stanie Minas Gerais. Znajduje się w mikroregionie Governador Valadares.